# Carlo Bernardo Mosca

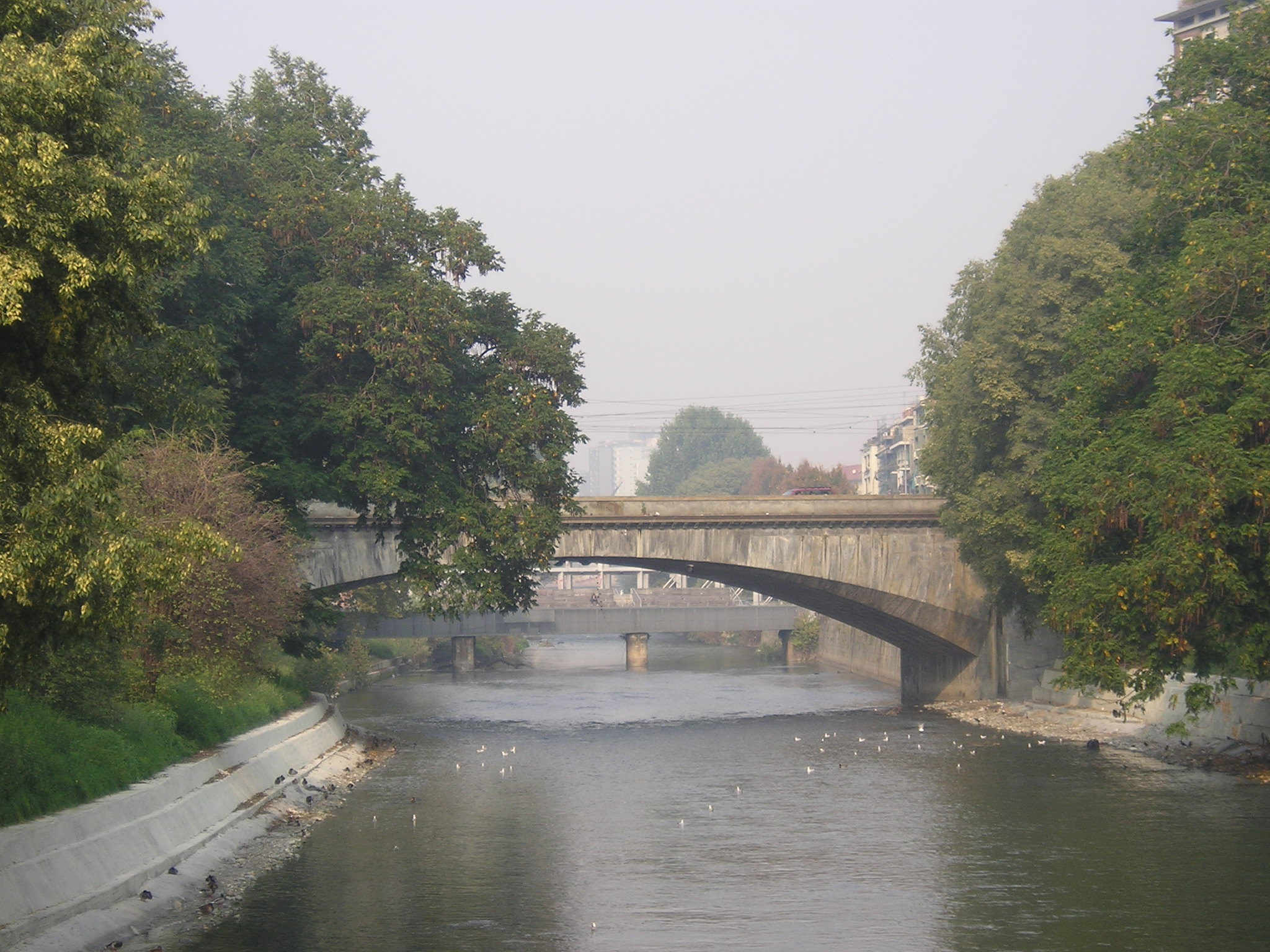
Il Ponte Mosca a Torino visto dalla Dora Riparia

Carlo Bernardo Mosca (Occhieppo Superiore, 6 novembre 1792 – Rivalta di Torino, 13 luglio 1867) è stato un ingegnere, architetto e politico italiano.

## Biografia
Ingegnere civile e idraulico, architetto, formatosi a Parigi, fu tra i protagonisti della rivoluzione industriale del Piemonte pre-unitario, realizzando importanti opere idrauliche e infrastrutture per il trasporto interurbano. Iniziò la sua carriera di ingegnere in Francia, per poi ritornare in Italia.
Nel 1819 fu insignito del titolo di ingegnere idraulico dall'Università di Torino; successivamente, nel 1831, divenne ingegnere dell'Ordine Mauriziano e professore onorario dell'Accademia Albertina, ma le cariche e le onorificenze conseguite nel corso della sua carriera furono innumerevoli ed importanti.

In campo civile realizzò, tra l'altro, la facciata in stile neoclassico della basilica dei Santi Maurizio e Lazzaro a Torino, le scuderie ed il salone da ballo di Palazzo Reale, così come curò la realizzazione dell'edificio per l'Ordine Mauriziano in piazza Emanuele Filiberto e la progettazione del ponte sul torrente Tesso a Lanzo Torinese e del ponte che, a Torino sulla Dora Riparia, porta il suo nome.

Ha lasciato un importante fondo librario, arricchito anche da apporti di altri componenti della sua famiglia, tra cui i fratelli Cesare (sacerdote), Luigi (medico), Giovanni (impiegato statale) e Giuseppe (ingegnere), nonché da altri parenti che hanno saputo non solo preservare integro un importante patrimonio culturale, ma anche arricchirlo. Il fondo librario Mosca è stato acquisito dal Politecnico di Torino.